# Horace Walpole, 4. Earl of Orford

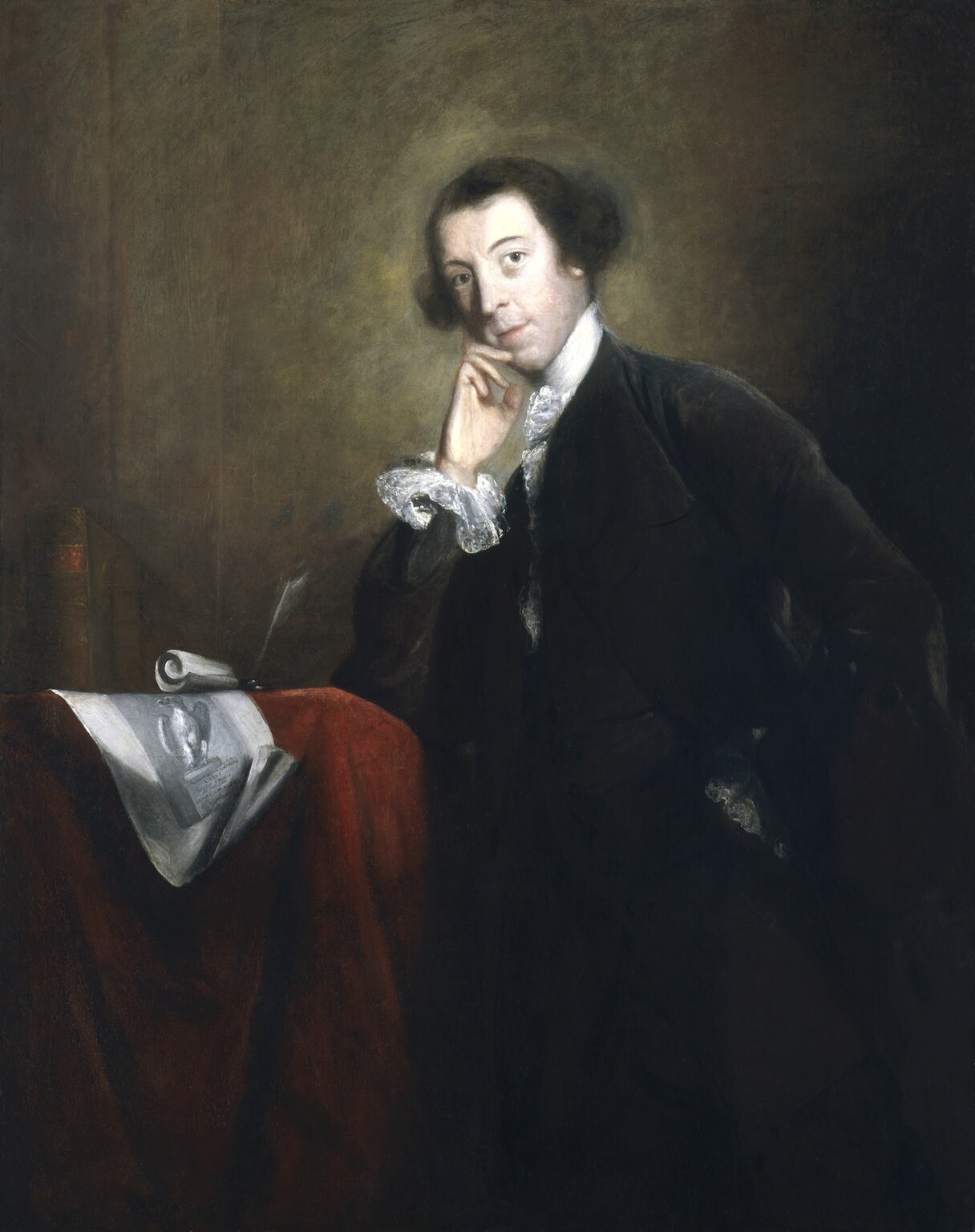
Horace Walpole, 4. Earl of Orford,
von Joshua Reynolds

Horace Walpole, 4. Earl of Orford (* 24. September 1717 in London; † 2. März 1797 ebenda) war ein britischer Schriftsteller, Politiker und Künstler. Er gilt als Begründer der Gothic Novel und beschrieb als erster den englischen Landschaftsgarten. 1754 prägte er in seinen Briefen den Neologismus Serendipity, den der Soziologe Robert K. Merton dann im wissenschaftlichen Sprachgebrauch einbürgerte.

## Leben
Horace Walpole wurde als viertes Kind des ersten Premierministers von Großbritannien (des ersten Regierungschefs Großbritanniens, der Premierminister genannt wurde), Sir Robert Walpole (1676–1745), und seiner Frau Catherine geboren. Er wuchs bei seiner Mutter auf, die praktisch von ihrem sie offen betrügenden Mann getrennt lebte. Nachdem sie 1737 gestorben war, heiratete Robert Walpole gleich darauf seine Geliebte. Ab 1727 besuchte Walpole, wie in der britischen Oberklasse üblich, das Eton College, wo er sich mit dem später bei seinen Zeitgenossen sehr beliebten Dichter Thomas Gray (1716–1771) und dem früh verstorbenen Dichter Richard West befreundete. Ab 1734 besuchte er das King’s College in Cambridge, wo er Musik, Mathematik und Anatomie studierte, aber, wie unter adligen Gentlemen damals üblich, keinen Abschluss machte.
1739 startete er zusammen mit Thomas Gray zu seiner Grand Tour, einer unter reichen jungen Männern der britischen Oberschicht üblichen Tradition, sich auf einer Rundreise über den Kontinent „die Hörner abzustoßen“ und Sehenswürdigkeiten zu besichtigen. Sie verließen Dover am 29. März und erreichten Calais am späten Abend. Sie reisten über Boulogne-sur-Mer, Amiens und Saint-Denis, bis sie schließlich am 4. April in Paris ankamen.
Mit Gray zerstritt er sich schon bald, blieb seinem Jugendfreund aber später freundschaftlich verbunden. Einige Autoren vermuten, dass Walpole homosexuell war und sich schon in Eton und Cambridge mit Henry Pelham-Clinton, 9. Earl of Lincoln, einließ. Als sie sich in Italien trafen, habe das Grays Eifersucht erweckt. Dies ist aber umstritten. In Florenz traf er die bekannte Reiseschriftstellerin Lady Mary Wortley Montagu und freundete sich mit dem britischen Botschafter Horace Mann an, den er später in einem regen Briefwechsel über die Ereignisse im Vereinigten Königreich auf dem Laufenden hielt.
Nach seiner Rückkehr nach Großbritannien verschaffte ihm sein Vater eine Reihe von Wahlbezirken, und er saß von 1741 bis 1768 im House of Commons. Außerdem verschaffte ihm sein Vater eine Reihe gut dotierter Staatsposten. 1791 erbte er nach dem Tod seines Neffen die Titel 4. Earl of Orford, 4. Viscount Walpole, 4. Baron Walpole (of Houghton) und 3. Baron Walpole (of Walpole). Da Walpole unverheiratet und kinderlos blieb, erloschen seine Adelstitel mit seinem Tod, mit Ausnahme des Titels Baron Walpole (of Walpole), der aufgrund einer besonderen Erbregelung an seinen Cousin Horatio Walpole, 2. Baron Walpole (of Wolterton) fiel, und dem der Titel des Earl of Orford 1806 neu verliehen wurde.

## Strawberry Hill

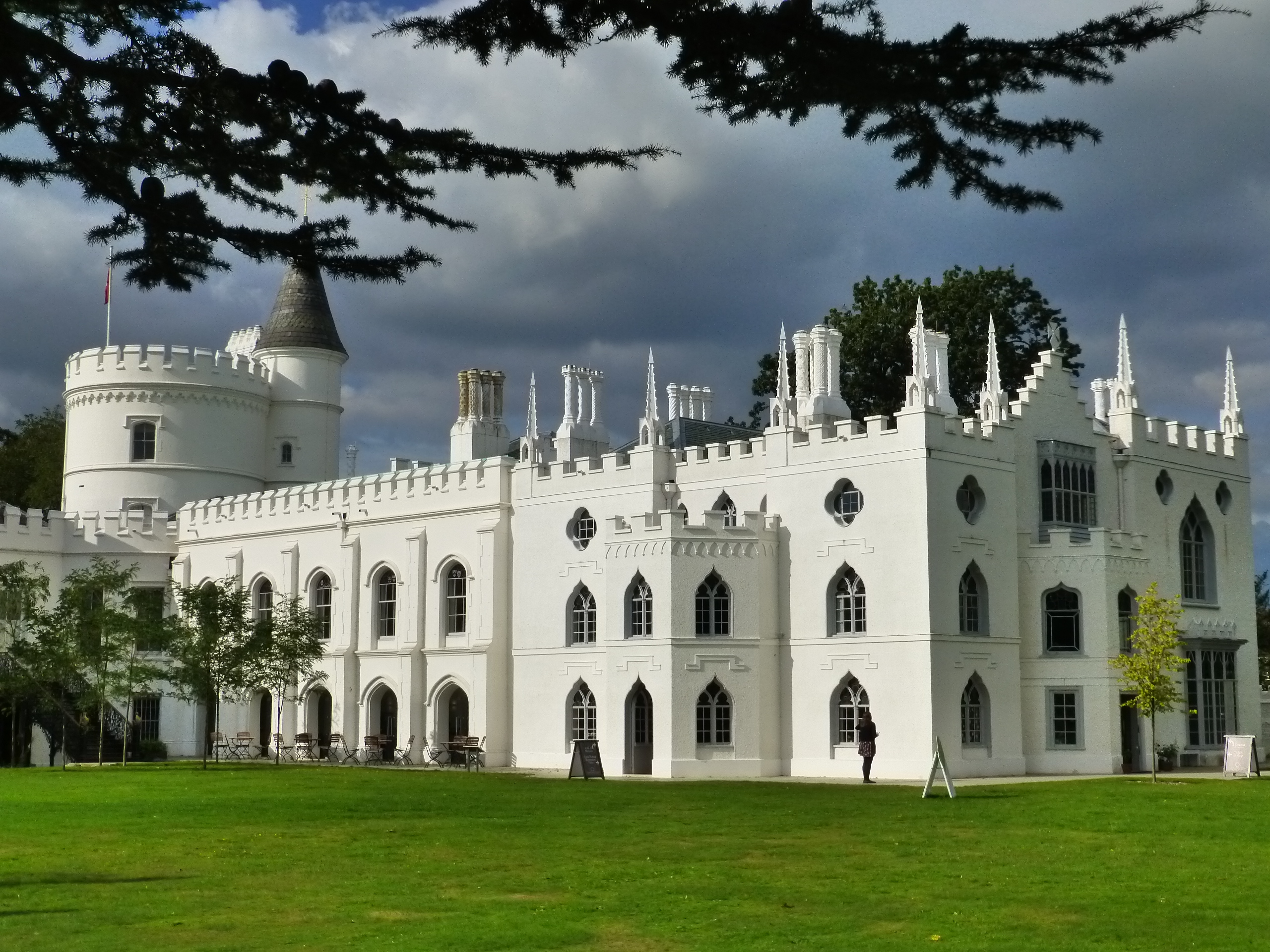
Strawberry Hill

1747 erwarb Walpole ein kleines Landhaus in Twickenham an der Themse (in der Nähe von London), das den Namen Strawberry Hill trug. Dieses Haus baute er in mehreren Phasen bis 1776 in ein bizarres gotisches Schloss um. Eine kleine Villa in der Nähe, die ihm ebenfalls gehörte, schenkte er der mit ihm befreundeten bekannten englischen Schauspielerin und Sopranistin Kitty Clive, woraufhin es Little Strawberry Hill genannt wurde. Strawberry Hill gehört heute einer Stiftung und kann besichtigt werden. 
Sein Stil begründete die Neogotik und war zum Beispiel Vorbild für das Gotische Haus im Wörlitzer Park. Walpole übte auch in England Einfluss aus, so bewog er den mit ihm befreundeten exzentrischen Asiatika-Sammler Richard Bateman, seinen Wohnsitz Grove House in Old Windsor, 1730–1740 in einer Mischung von indischem Mogul-Stil, chinesischem Stil und Neugotik erbaut, zu einer neugotischen Priory (dem nachempfundenen Priorat eines Frauenklosters) umzubauen. Walpole – der „Apostel“ des neugotischen Stils – rühmte sich, Bateman, den Apostel des englischen Sharawadgi-Stils, „von einem Chinesen zu einem Goten konvertiert“ zu haben: „Alle seine Pagoden nahmen den Schleier.“ Beide „irregulären“ Stile – Neugotik und britischer Chinoiseriestil – forderten mit ihrer ungezügelten Vielgestaltigkeit den durch strenge Formalität, geometrische Ordnung und antikisierende Motive geprägten Klassizismus heraus.

## Walpole als Schriftsteller
1764 veröffentlichte Walpole unter einem Pseudonym den Roman Das Schloss von Otranto als angebliche Übersetzung eines italienischen Textes von 1529. Als dieser Roman einen ungewöhnlichen Erfolg verbuchte, bekannte sich Walpole in der zweiten Auflage 1765 zur Autorschaft.
Im Schloss von Otranto wird das für seine Familie verderbliche Wirken einer mächtigen Vaterfigur (Manfred) geschildert, die sich tyrannisch und intrigant um die genealogische Nachfolge sorgt, als ihr schwächlicher Sohn von einem mysteriösen Riesenhelm erschlagen wird. Manfred, nun ohne Sohn und Erben, stellt daraufhin des Sohnes versprochener Braut Isabella nach, die er zuvor für ihn entführen ließ, um eine Verbindung zwischen seinem Fürstentum Otranto und dem Herrschaftsbereich des Marcheses von Vicenza herzustellen, dessen Tochter die Braut ist. Nun will Manfred Isabella vergewaltigen, danach seine devote Ehefrau Hippolyta verstoßen, um dann Isabella heiraten zu können. Isabella graut es jedoch vor ihrem alten, finsteren Verfolger und versucht kurz nach Manfreds „Antrag“ aus der Burg von Otranto zu fliehen, wobei ihr ein edelmütiger Bauernbursche hilft, der durch Manfreds tyrannische Unbeherrschtheit und Ungerechtigkeit zum Tode verurteilt wird.

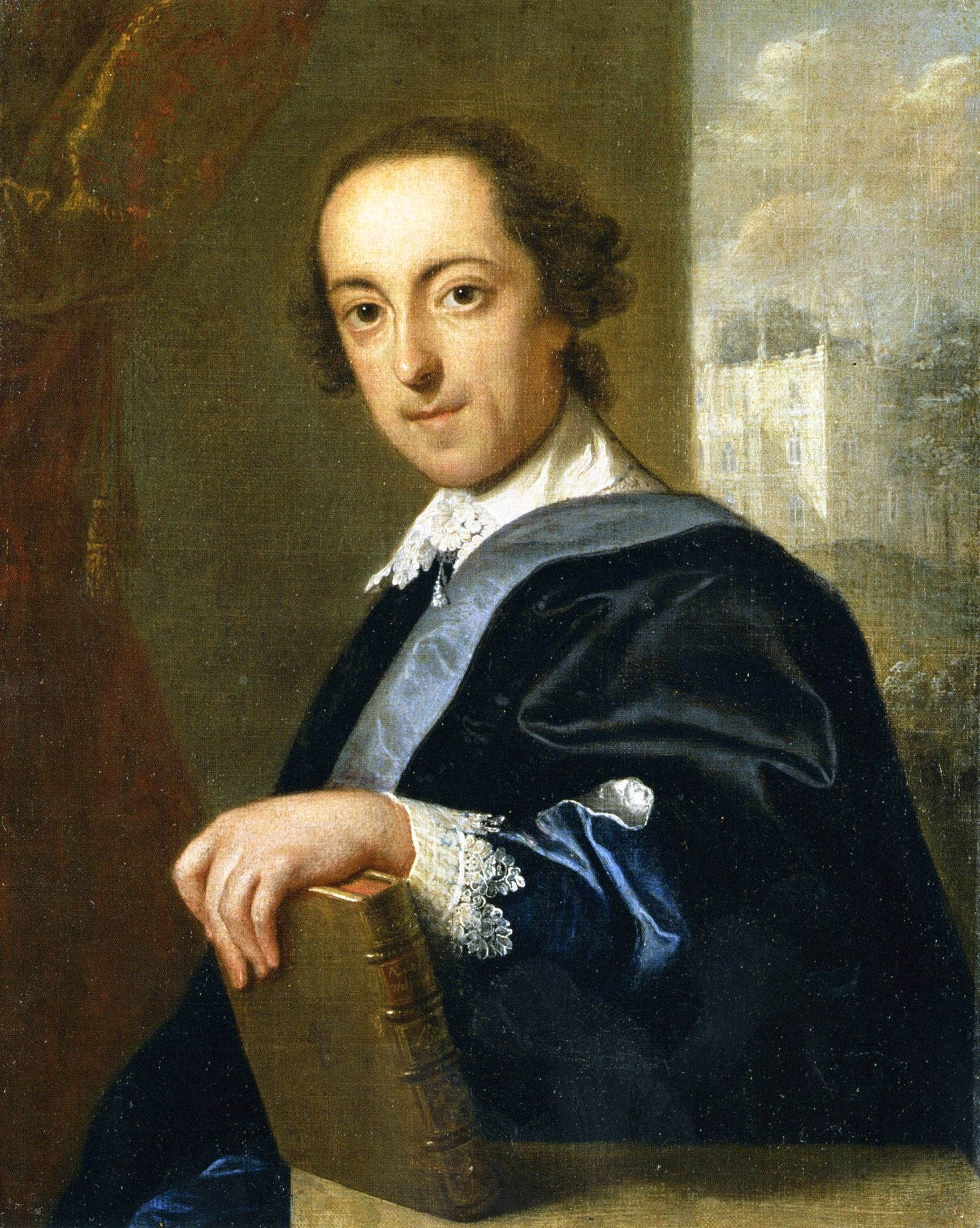
Horace Walpole,
von John Giles Eccardt, um 1755

Wie in der Architektur eröffnete Horace Walpole mit seinem Text auch in der Literatur ein neues Kapitel, den Horror-Roman (englisch: Gothic Novel). Das Schloss von Otranto gilt zwar als der Prototyp der Gattung Schauerromantik, ist aber noch ganz im Sinne der Aufklärung der Vernunft und Moral verpflichtet. Erst Matthew Lewis’ The Monk (1794) vollzog den Bruch mit den Werten der Aufklärung.
Das Schloss von Otranto spielt zwar zur Zeit der Kreuzzüge in Italien, aber das Vorbild für die Burg steht nicht in Otranto (Apulien). Es ist, wie Walpole in einem seiner vielen Briefe erklärte, sein Landhaus Strawberry Hill, das durch den jahrelangen Umbau zu einem verwinkelten Schloss mit vielen Hallen und Gängen geworden war.
Seinen zweiten großen Erfolg und einen Großteil seiner Berühmtheit erlangte er mit dem 1794 erschienenen Buch „Über die englische Gartenkunst“ (Essay on modern gardening), in dem er das Konzept des Englischen Landschaftsgartens beschreibt.
Seine annähernd 3000 Briefe gelten als wichtige Quelle für das Großbritannien des 18. Jahrhunderts. Walpole hatte eine eigene Druckerei, in der seine Werke und auch solche von Thomas Gray erschienen. Weitere Bücher von ihm sind ein Katalog der umfangreichen Kunstsammlung, die sein Vater hinterließ, Catalogue of the Royal and Noble Authors of England (1758), das Theaterstück Mysterious Mother (1768), in dem es um Inzest geht und das zu seinen Lebzeiten nie aufgeführt wurde, Historical doubts on the life and reign of Richard III. (1768), Letters of Xo Ho to his friend Lien Chi at Pekin (1757), Memoirs of the last 10 years of George II., Memoirs of the reign of George III. und Anecdotes of painting in England (in 4 Bänden 1762–1771).
Postum erschien Letters of Horace Walpole, Earl of Orford, to Sir Horace Mann (1833) als dreibändige Ausgabe seiner Briefe im Verlag Richard Bentley in London. Seine Korrespondenz wurde in Folge von verschiedenen Herausgebern wiederholt veröffentlicht.

## Werke (Auswahl)
- Some Anecdotes of Painting in England (Essays, 1762)
- The Castle of Otranto (Roman, 1764)
  - Das Schloss von Otranto. Aus dem Englischen von Hans Wolf. C.H. Beck, München 2014
- The Mysterious Mother (Drama, 1768)
- Historic Doubts on the Life and Reign of Richard III (Essay, 1768)
- On Modern Gardening (Essay, 1780)
- A Description of the Villa of Mr. Horace Walpole (1784)
- Hieroglyphic Tales (Erzählungen, 1785)

## Zitat
“The world is a comedy to those that think, a tragedy to those that feel.”

„Die Welt ist für den Denkenden eine Komödie, für den Fühlenden aber eine Tragödie.“